# Galeola humblotii
Galeola humblotii Rchb.f., 1885 è una pianta della famiglia delle Orchidacee (sottofamiglia Vanilloideae), endemica del Madagascar e delle isole Comore.

## Descrizione
È una orchidea micoeterotrofica terrestre, con fusto rampicante privo di foglie. I fiori, numerosi, sono raggruppati in una infiorescenza laterale, ramificata; fiorisce dalla primavera all'estate.